# Dasyhelea esakii
Dasyhelea esakii är en tvåvingeart som beskrevs av Tokunaga 1940. Dasyhelea esakii ingår i släktet Dasyhelea och familjen svidknott. Inga underarter finns listade i Catalogue of Life.